# Merseyside Maritime Museum

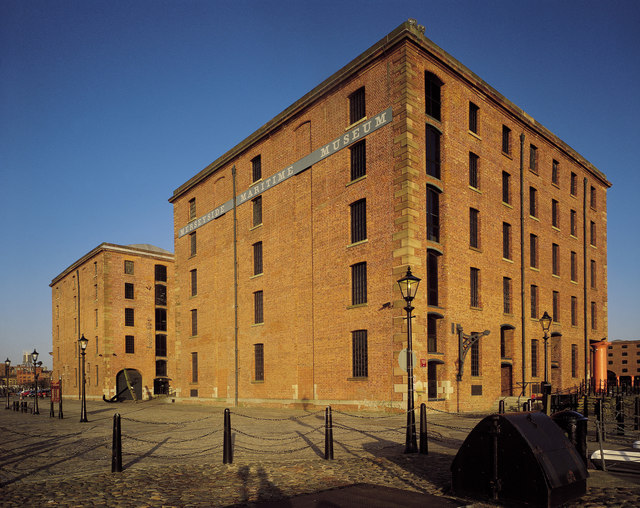
Il Merseyside Maritime Museum e l'Albert Dock

Il Merseyside Maritime Museum (Museo marittimo del Merseyside) è un museo marittimo della città di Liverpool, situata nella contea del Merseyside, in Inghilterra. Fa parte del sistema museale del National Museums Liverpool e dell'ERIH (European Route of Industrial Heritage), una rete dei più importanti siti di archeologia industriale in Europa.

## Descrizione
Inaugurato nel 1980 e ampliato nel 1986, il museo occupa il Blocco D dei magazzini dell'Albert Dock, insieme alla Piermaster's House, al Canning Half Tide Dock e al Canning Graving Docks.
Il patrimonio marittimo della città è mostrato all'interno dello storico Albert Dock. Le collezioni del museo riflettono l'importanza internazionale di Liverpool come porta d'accesso al mondo, compreso il suo ruolo nella tratta degli schiavi transatlantica e nell'emigrazione e nella navigazione mercantile, nonché il suo legame con l'RMS Titanic.
Lungo le banchine dell'Albert Dock si trovano anche:
- il battello Edmund Gardner (1953)
- il rimorchiatore a vapore Daniel Adamson (1903)
- il rimorchiatore Brocklebank (1964)[4]
- la nave mercantile Wincham (1948)[5]

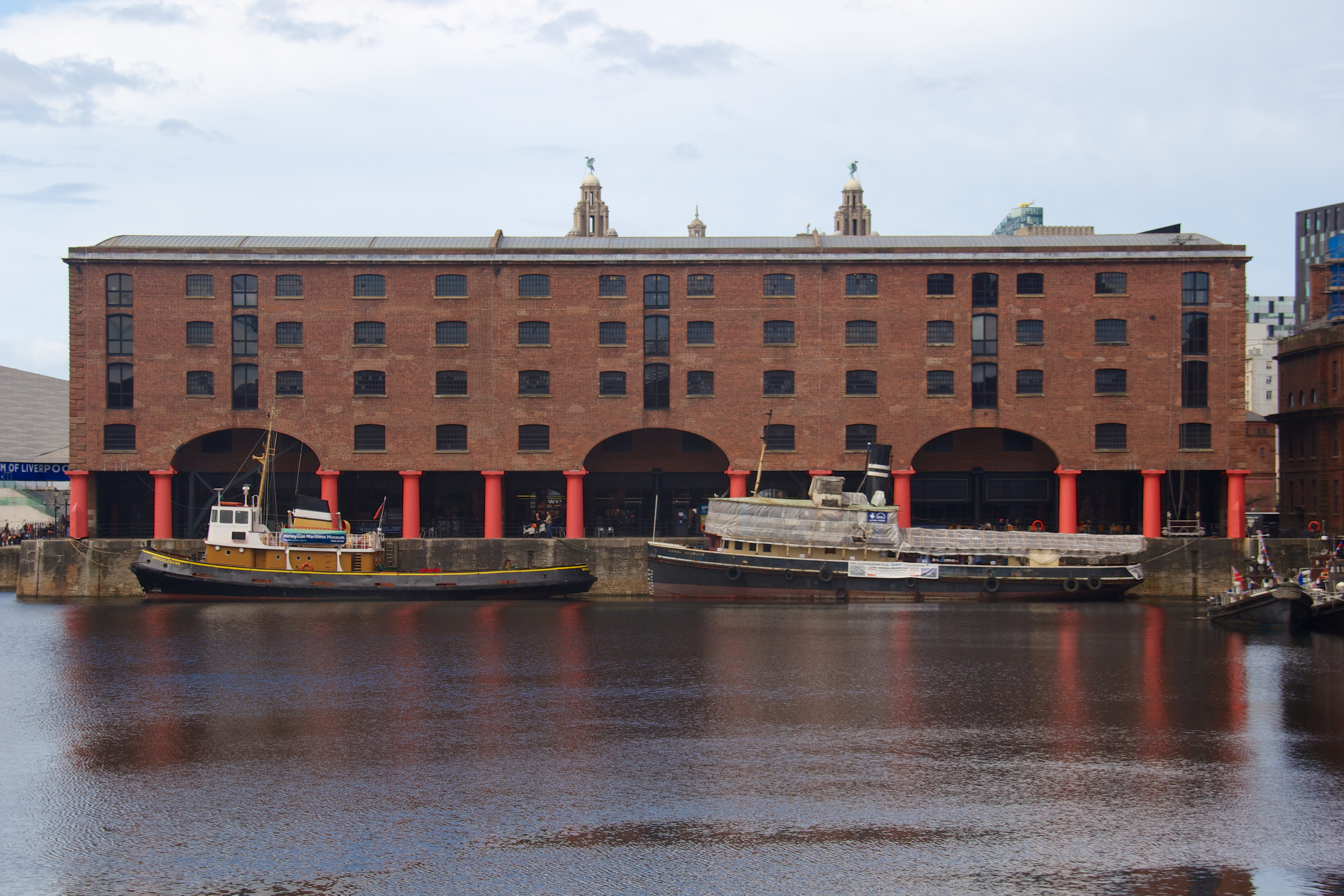
Brocklebank e D. Adamson
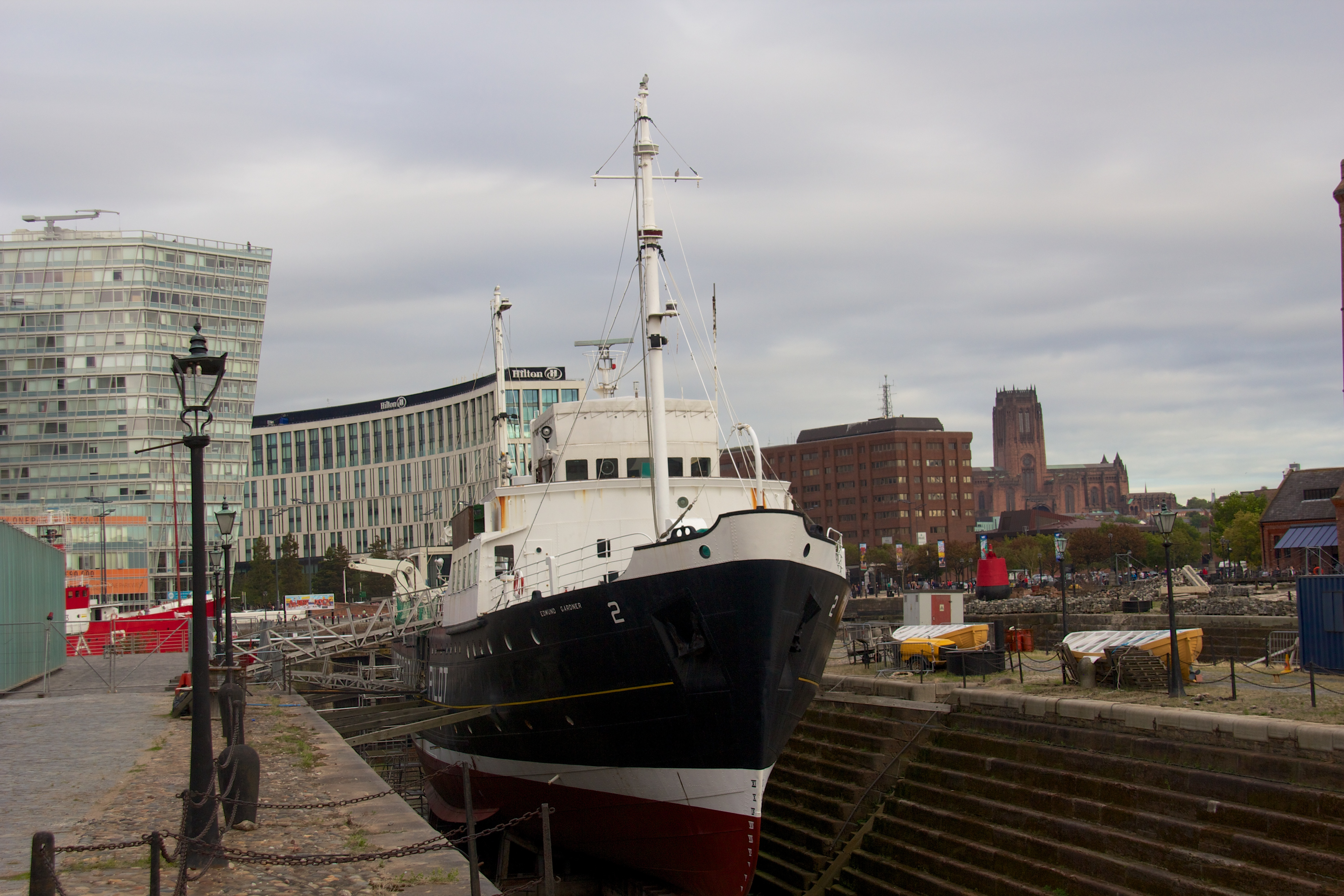
Edmund Gardner